# Moryntsi
Móryntsi (del ucraniano: Мо́ринці) es un pueblo ucraniano ubicado en el raión de Zvenyhorodka del óblast de Cherkasy.
En Móryntsi nació el poeta Tarás Shevchenko (1814-1861), época en la que Ucrania formaba parte del Imperio ruso.

## Galería

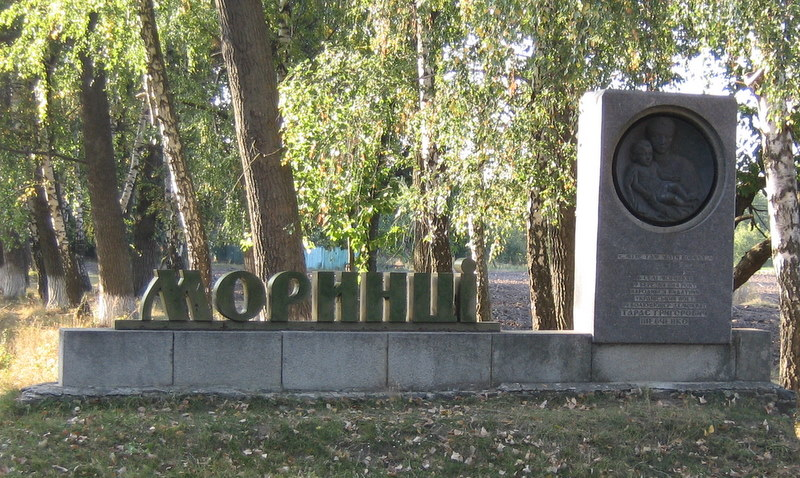
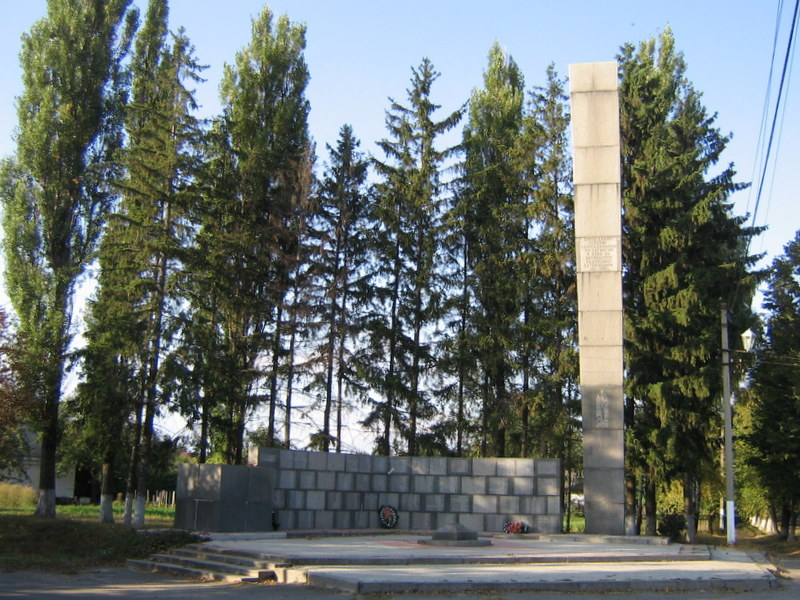